# Ster van Trouw aan Kinabalu
De Ster van Trouw aan Kinabalu, "Bintang Setia Kinabalu" of "Loyalty of Kinabalu Star"  stamt uit 1970.
Men kan de onderscheiding beschouwen als de vijfde graad van de Meest Eerbare Orde van Kinabalu, "Darjah Kinabalu Yang Amat Mulia" of "Most Honourable Order of Kinabalu" die in 1963 door de regering van Sabah werd ingesteld. De onderscheiding wordt aan het lint van deze orde gedragen.
Dragers mogen de letters BSK achter hun naam plaatsen.